# Warren Gatland
Warren Gatland, född 17 september 1963, är en nyzeeländsk före detta rugbyspelare och nuvarande tränare. Han är främst känd för sin tid som tränare för Wales, vilka han tränade från 2007 till 2019. Gatland tog under sin tid som landslagstränare för Wales, laget till 3 Six Nations Grand Slams (2008, 2012, 2019), vilket är mer än vad någon annan tränare tidigare har lyckats vinna.
Gatland är sedan 2022 åter tränare för Wales.
Han har erhållit Brittiska imperieorden (OBE)